# Parand Ahmadi
Parand Ahmadi (ur. ?) – afgańska lekkoatletka, sprinterka.

## Rekordy życiowe
- Bieg na 400 metrów (hala) – 1:21,97 (2012) były rekord Afganistanu[1]